# Box Elder (Dakota Południowa)
Box Elder – miasto w Stanach Zjednoczonych, w stanie Dakota Południowa, w hrabstwie Pennington.